# Spectacle de marionnettes (nouvelle)
Spectacle de marionnettes, en anglais Puppet Show, est une nouvelle de Fredric Brown, publiée en 1962.

## Parutions

### Parutions aux États-Unis
La nouvelle est parue initialement chez Playboy en novembre 1962.
Elle a ensuite été publiée notamment :
- dans Urania n°313, juillet 1963
- dans The 8th Annual of the Year's Best S-F, décembre 1963
- dans The Best of Sci-Fi No. 4, août 1965, éd. Judith Merril /	Mayflower-Dell
- dans The Playboy Book of Science Fiction and Fantasy, 1966, Playboy Press (réédité en 1968)
- dans Tales of Time and Space, 1969, éd. Ross R. Olney / Whitman / Western Publishing Company

### Parutions en France
La nouvelle est parue en France en 1974. Dix ans après, elle a été publiée dans l'anthologie Histoires fausses (1984), avec une traduction de Jean Sendy.

## Résumé
Cherrybell, en Arizona, 41 habitants.
Un trio inattendu arrive dans ce village perdu : Garth, un extraterrestre de 2,75 m, juché sur un âne ; à leur côté, le vieux Dade.
L'extraterrestre réunit les gens du village et demande de faire venir les « autorités ». Deux heures après, un colonel de l'armée américaine, ainsi que deux adjoints, arrivent au village.
Ces autorités et les habitants du village se mettent en arc-de-cercle et écoutent le discours de Garth : il est ambassadeur de l'Union Galactique, et doit déterminer si l'espèce humaine est apte à être membre de cette Union.
Mais alors que le discours se termine, Garth meurt subitement, à la stupéfaction générale.
Et le public, encore plus stupéfait, découvre que le vieux Dade est un extraterrestre humanoïde qui s'était déguisé en vieil humain : cet extraterrestre leur explique qu'en fait, l'humanité est prête pour connaître d'autres peuples, car elle n'est pas intrinsèquement xénophobe et supporte l'idée d'extraterrestres différents, qu'ils soient de forme humanoïde ou pas.
Mais Dade s'allonge sur le sol, comme l'avait fait Garth peu de temps auparavant, et devient inanimé. Est-il mort lui aussi ?
Le colonel fait alors remarquer qu'il est bien content que la race maîtresse de l'Union Galactique soit humaine ou, du moins, de forme humanoïde.
La nouvelle se termine ainsi :
« Le bourricot leva alors la tête et la posa sur l'épaule du sergent :

- C'est fini pour les marionnettes, colonel, dit l'animal. Et maintenant, dites-moi, qu'est-ce que c'est que cette histoire : l'importance pour la race maîtresse d'être humaine, ou à tout le moins humanoïde ? Qu'est-ce qu'une race maîtresse ? »